# Amphineurus kingi
Amphineurus kingi är en tvåvingeart som beskrevs av Alexander 1950. Amphineurus kingi ingår i släktet Amphineurus och familjen småharkrankar. Inga underarter finns listade i Catalogue of Life.